# Riflessione speculare

Riflessione speculare.

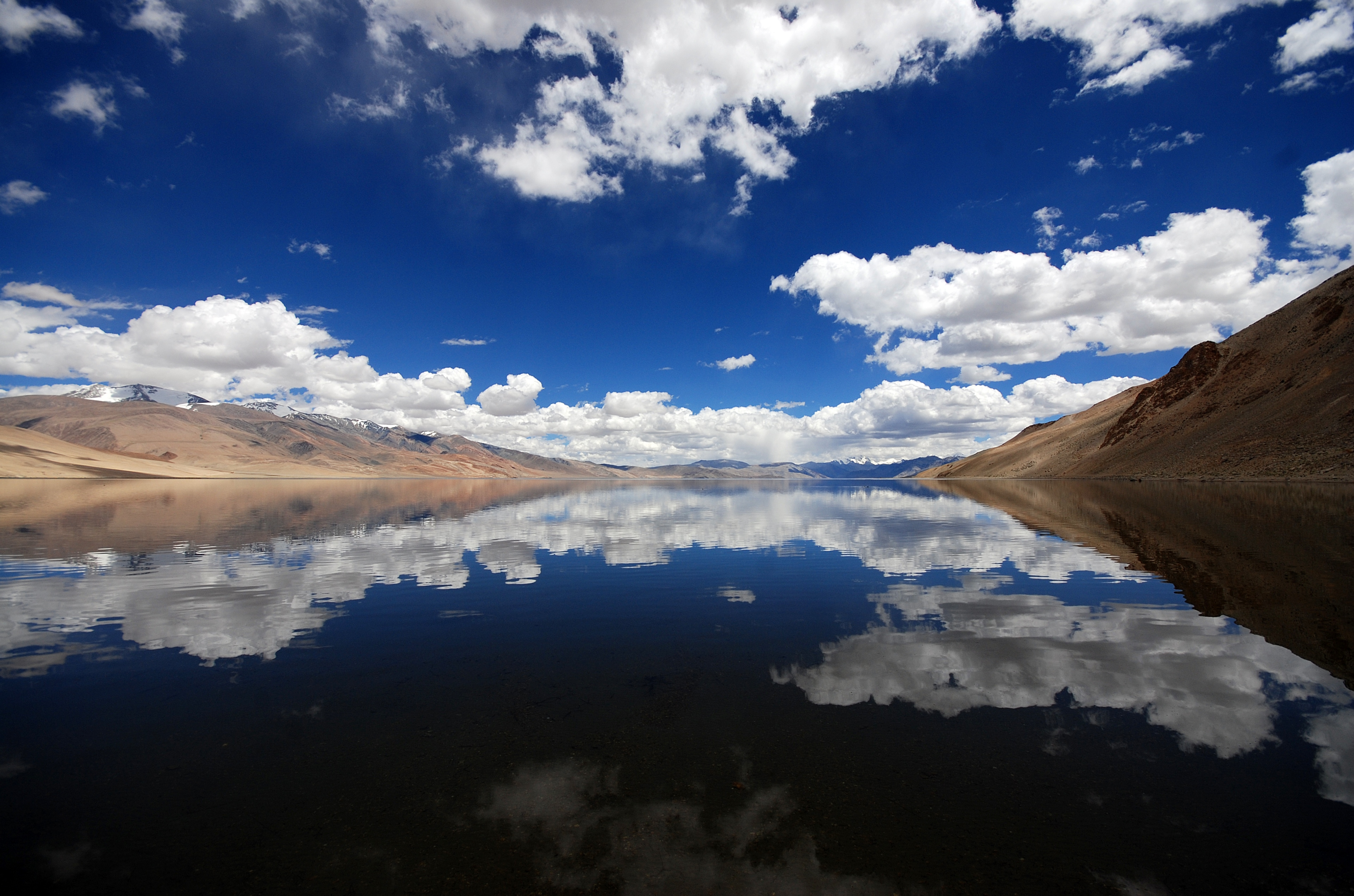
La riflessione su acque calme è un esempio di riflessione speculare.

La riflessione speculare consiste nella riflessione osservata quando un singolo raggio incidente che forma un angolo {\displaystyle \theta _{i}} con la normale produce un singolo raggio riflesso con angolo {\displaystyle \theta _{r}} rispetto alla normale con il verificarsi dell'uguaglianza {\displaystyle \theta _{i}=\theta _{r}}, in accordo con la legge di riflessione. Raggio incidente, normale e raggio emergente giacciono sullo stesso piano.
In genere tutti i materiali sono in grado di riflettere specularmente la luce, purché sia possibile "lucidare" la loro superficie, cioè eliminarne tutte le irregolarità che siano confrontabili con lunghezza d'onda della luce (da 0,4 a 0,7 micrometri). Spontaneamente regolari, tra i materiali comuni, sono le superfici dei liquidi, che si dispongono con una superficie perfettamente piana, o comunque liscia, e il vetro, che in fondo è anch'esso un "liquido immobilizzato", perché la sua struttura amorfa fa sì che le molecole, libere dalle rigide geometrie dettate dalla struttura cristallina, durante la solidificazione possano seguire le tensioni superficiali, che invece impongono superfici microscopicamente lisce. Solo i metalli, però, possono riflettere con efficienza una parte sostanziale della luce che li colpisce: nei normali specchi il materiale riflettente, infatti, è alluminio o argento. Tutti gli altri materiali comuni, anche se "lucidati a specchio", riflettono solo piccole frazioni di luce, che dipendono dall'angolo di incidenza della luce, ma che in genere non superano il 5-10%. Tranne che in condizioni particolari, come nei prismi di vetro usati in "riflessione totale"; o in materiali complessi, appositamente strutturati, come la pelle argentea di molti pesci. 